# Котлиці (Свентокшиське воєводство)
Котлиці (пол. Kotlice) — село в Польщі, у гміні Хмельник Келецького повіту Свентокшиського воєводства. Населення — 175 осіб (2011).
У 1975—1998 роках село належало до Келецького воєводства.

## Демографія
Демографічна структура на день 31 березня 2011 року:
|          | Загалом | Допрацездатний вік | Працездатний вік | Постпрацездатний вік |
| -------- | ------- | ------------------ | ---------------- | -------------------- |
| Чоловіки | 89      | 24                 | 60               | 5                    |
| Жінки    | 86      | 21                 | 47               | 18                   |
| Разом    | 175     | 45                 | 107              | 23                   |